# Google Webmaster Tools
Google Webmaster Tools són les eines per a webmasters de Google, un servei gratuït per webmasters. El servei permet als creadors de pàgines web comprovar l'estat de la indexació de les seves pàgines web pel cercador i optimitzar la seva visibilitat.
El servei disposa de eines que permeten:
- Enviar i comprovar un mapa del lloc (sitemap).
- Comprovar i ajustar la freqüència d'indexació, i veure amb quina freqüència Googlebot visita un lloc determinat.
- Produir i comprovar un arxiu robots.txt
- Enumerar els enllaços de pàgines internes i externes a aquest lloc.
- Veure quines paraules clau en les cerques de Google han portat a aquest lloc, i el percentatge de clic en les paraules d'aquesta llista.
- Veure estadístiques sobre com Google indexa el lloc, i els errors que hagi pogut trobar.
- Fixar un domini preferit (per exemple, fer que ejemplo.com tingui preferència sobre www.ejemplo.com), la qual cosa determinarà com la URL del lloc aparegui en els resultats de les cerques.

A més, és possible enllaçar aquesta eina de Google amb Google Analytics per mesurar de millor manera i unificada les estadístiques del lloc web.